# Sphegina atrolutea
Sphegina atrolutea är en tvåvingeart som beskrevs av Lucas 1986. Sphegina atrolutea ingår i släktet midjeblomflugor, och familjen blomflugor.
Artens utbredningsområde är Spanien. Inga underarter finns listade i Catalogue of Life.